# Gouy-en-Ternois
Gouy-en-Ternois – miejscowość i gmina we Francji, w regionie Hauts-de-France, w departamencie Pas-de-Calais.
Według danych na rok 1990 gminę zamieszkiwało 170 osób, a gęstość zaludnienia wynosiła 30 osób/km² (wśród 1549 gmin regionu Nord-Pas-de-Calais Gouy-en-Ternois plasuje się na 1039. miejscu pod względem liczby ludności, natomiast pod względem powierzchni na miejscu 623.).